# Hárdi István
Hárdi István, született Hofbauer István (Budapest, 1922. március 15. – Budapest, 2023. február 6.) magyar pszichiáter, neurológus, pszichoanalitikus.
Orvosi és pszichoanalitikus képzettsége alapján hazánkban az elsők között kezdett el foglalkozni a betegek és gondozóik között kialakuló lélektani és kapcsolati vonatkozásokkal, a bánásmóddal, a daganatos betegséggel küzdők pszichológiai nehézségeivel. Ő alakította ki egy alkalmazott pszichológia, az ápoláslélektan diszciplínáját.

## Családja
Budapesten született Hofbauer Lipót Pál és Grünwald Gizella negyedik gyermekeként, izraelita családban. Három bátyjából egy deportálásban (zsidók kitelepítése), egy a Szovjetunióban munkaszolgálatosként vesztette életét, a harmadik hazakerült a bori munkaszolgálatból. 
Felesége Saághy Margit pszichiáter, lánya Hárdi Lilla szintén pszichiáter.

## Életpályája
A budapesti Berzsenyi Dániel Reálgimnáziumban érettségizett. A magyarországi zsidótörvények miatt azonban nem mehetett egyetemre, csak 1945 után, így 1950-ben kapott orvosi diplomát a Magyar Királyi Pázmány Péter Tudományegyetemen[forrás?]. Pszichológusi diplomáját az Eötvös Loránd Tudományegyetemen 1978-ban kapta meg[forrás?], egyúttal kandidátusi címet is szerzett. 1950-1954-ig a János Kórház ideg-, elmeosztályán, 1954-1955-ben az Országos Ideg-, és Elmegyógyászati Intézetben majd 1955-1960-ig újra a János-kórház ideg-, elme osztályán dolgozott. Végül 1960-tól 1993-ig a Pest Megyei Ideggondozó vezető főorvosa, illetve 1995-ig megyei szakfőorvos. 
Orvosi tevékenysége mellett jelentős oktatási és kutatási tevékenységet végzett. A Bárczi Gusztáv Tanárképző Főiskolán. 1951-1965 között pszichiátriát, 1973-tól 1985-ig ápoláslélektant, mentálhigiénét tanított. 1972-ben részt vett a Szociális Szervező Szak megalapításában. A főiskolán kifejtett tevékenységéért 1983-ban "címzetes főiskolai tanár" kinevezést kapott. 
1993-tól nyugdíjasként főként tudományos munkával, oktatással foglalkozott a Károli Gáspár Egyetemen. 156 hazai és idegen nyelvű közleményt, valamint 11 könyvet írt és további hármat szerkesztett. Első könyve az 1958-ban megjelent Lelki élet, lelki bajok úttörő volt pszichológiai ismeretterjesztésben, ami 9 kiadást ért meg. Munkásságában alapvető a klinikai pszichológiai, pszichoanalitikus szemlélet, melyben kialakíthatta az ápoláslélektan diszciplínát. Az 1966-ban kiadott Ápoláslélektan című könyve – később Pszichológia a betegágynál névvel – hatszor került kiadásra, de megjelent oroszul (az 5. kiadásban) a két Németországban, Litvániában és Csehországban. A dinamikus rajzvizsgálat című munkája 3 kiadásban került az olvasók elé 2016-ban, ami 70 éven át gyűjtött 87551 darab rajzon (benne 4834 sorozaton) alapult.

## Kapcsolata a pszichoanalízissel
Érettségi után az akkori törvények miatt nem tudott az orvosi egyetemre beiratkozni, ezért a Zsidó Szabadegyetemen hallgatta Mérei Ferenc pszichológiai szemináriumait. Pszichoanalízisét 1947-től 1965-ig Rapaport Samu pszichoanalitikus irányította. Bálint Mihállyal az 1950-es évektől levelezést folytatott. A londoni Tavistock klinikán 1961-ben részt vett az ún. háziorvosok szemináriumán. 1965-től Hermann Imrétől és Hollós Istvántól sajátította el a pszichiátria és a pszichoterápia lényegi ismereteit.

## Szervezeti tagságok
- Magyar Pszichiátriai Társaság: alapító és vezetőségi tag, a Kifejezéspszichopatológiai és művészetterápiás szekció elnöke volt
- Nemzetközi Kifejezéspszichopatológiai és művészetterápiás Társaság egyik alelnöke
- Magyar Pszichológiai Társaság (MPT) tagja
- Nemzetközi Pszichoanalítikus Egyesület (IPA) tagja
- Magyar Pszichoanalitikus Egyesület[10] (MPE) tagja

## Díjai, elismerései
- Semmelweis Emlékérem Pest megyétől
- Arányi emlékérem két alkalommal Pest megyétől
- Oláh Gustáv emlékérem a Magyar Pszichiátriai Társaságtól, 1992
- Japanese Society of Psychopatology of Expression and Arts Therapy nagydíj, 1992
- Nyírő Gyula-díj 1999 a "Lelki egészségvédelem" című könyvért
- Ernst Kris-díj, Boston, Amerikai Társaság, 2000
- Életmű-díj közösen az Amerikai Társaság, a SIPE és a WPA Mass Media bostoni kongresszusától, 2004
- Geston Ferdière-díj, 2009
- Ferenczi Sándor[11] emlékérem a Magyar Pszichoanalítikus Egyesülettől, 2013

## Főbb munkái
- Elmekórtan, Főiskolai jegyzet Budapest 1958. Utánnyomás Budapest, 1974 Tankönyvkiadó, 184 p.
- Lelki élet, lelki bajok, 9. kiad. Budapest, 1982, Medicina 352 p.
- Magyar Ideg- és elmegyógyászati bibliográfia 1945-1960. Saághy Margittal közösen Budapest, 1961, ODK, 642 p.
- Ápoláslélektan Budapest, 1966, Medicina, 168 p.
- Pszichológia a betegágynál. Az Ápoláslélektan c. 6. átdolg., bőv. kiadása Budapest, 1997, Medicina, 323 p.ISBN 963-242-495-6
- A dinamikus rajzvizsgálat Budapest,1983, Medicina, 175 p. 3. átdolg., bőv. kiadás Budapest, 2016, Flaccus Kiadó 495 p. ISBN 978-615-5278-24-2
- A lélek egészségvédelme. Budapest, 1992, Springer Hungarica, 271 p.
- Lelki egészségvédelem. A lélek egészségvédelme c. mű átdolg., bőv. kiadása, Budapest, 1997, Medicina, 248 p.
- Az alkoholbetegség klinikumának diagnosztikus és terápiás gyakorlatából. Életmű kötet. Budapest, 1992, Országos Alkohológiai Intézet, 140 p.
- Az agresszió világa. (szerk.) Budapest, 2000, Medicina, 401 p.
- Az időskor lelki egészségvédelme. In Tariska P (szerk.): Kortünet vagy kórtünet? Budapest, 2002, Medicina, 408-418 p. Rajzvizsgálat mentális hanyatlásban szenvedőknél. 517-529 p.
- Képek a lélek mélyéről. A szentgotthárdi gyűjtemény; Fővárosi Önkormányzat Pszichiátriai Betegek Otthona–Literatura Medica, Szentgotthárd–Bp., 2012
- A dinamikus rajzvizsgálat (DRV); 3. átdolg., bőv. kiad.; Flaccus, Budapest, 2016
- Visszapillantó tükröm. Életemről, embereimről, munkámról; Budapest, 2018, Medicina, 380 p. átdolg. bőv. kiadás ISBN 978-963-226-662-6[12]
- Könnyektől a mosolyig. Kalandozás a képi világban; Medicina, Budapest, 2023